# منطقة اندور
اندور رمزها «IN» (بالإنجليزية: Indore)‏ ، هو تقسيم إداري لدولة الهند تتبع ولاية مدية برديش (بالإنجليزية: Madhya  Pradesh)‏ ، مركزها هو مدينة اندور (بالإنجليزية: Indore)‏ عدد سكانها حسب تعداد سنة 2001 هو 4,585,321 ، مساحتها 3,898 كم² وكثافة السكان 663 لكل كم² .

## المناخ
يظهر الجدول التالي التغييرات المناخية على مدار السنة لمنطقة اندور:
| البيانات المناخية لـمنطقة اندور   | البيانات المناخية لـمنطقة اندور | البيانات المناخية لـمنطقة اندور | البيانات المناخية لـمنطقة اندور | البيانات المناخية لـمنطقة اندور | البيانات المناخية لـمنطقة اندور | البيانات المناخية لـمنطقة اندور | البيانات المناخية لـمنطقة اندور | البيانات المناخية لـمنطقة اندور | البيانات المناخية لـمنطقة اندور | البيانات المناخية لـمنطقة اندور | البيانات المناخية لـمنطقة اندور | البيانات المناخية لـمنطقة اندور | البيانات المناخية لـمنطقة اندور |
| الشهر                             | يناير                           | فبراير                          | مارس                            | أبريل                           | مايو                            | يونيو                           | يوليو                           | أغسطس                           | سبتمبر                          | أكتوبر                          | نوفمبر                          | ديسمبر                          | المعدل السنوي                   |
| --------------------------------- | ------------------------------- | ------------------------------- | ------------------------------- | ------------------------------- | ------------------------------- | ------------------------------- | ------------------------------- | ------------------------------- | ------------------------------- | ------------------------------- | ------------------------------- | ------------------------------- | ------------------------------- |
| متوسط درجة الحرارة الكبرى °م (°ف) | 27.5 (81.5)                     | 28.8 (83.8)                     | 38.3 (100.9)                    | 42.7 (108.9)                    | 46.4 (115.5)                    | 36.2 (97.2)                     | 30.3 (86.5)                     | 28.2 (82.8)                     | 30.9 (87.6)                     | 32.4 (90.3)                     | 22.7 (72.9)                     | 16.9 (62.4)                     | 31.8 (89.2)                     |
| متوسط درجة الحرارة الصغرى °م (°ف) | 5.8 (42.4)                      | 9.4 (48.9)                      | 16.2 (61.2)                     | 21.2 (70.2)                     | 24.4 (75.9)                     | 24.1 (75.4)                     | 22.6 (72.7)                     | 21.9 (71.4)                     | 21.1 (70.0)                     | 18.1 (64.6)                     | 11.9 (53.4)                     | 6.6 (43.9)                      | 16.9 (62.5)                     |
| الهطول مم (إنش)                   | 4 (0.2)                         | 3 (0.1)                         | 1 (0.0)                         | 3 (0.1)                         | 11 (0.4)                        | 136 (5.4)                       | 279 (11.0)                      | 360 (14.2)                      | 185 (7.3)                       | 52 (2.0)                        | 21 (0.8)                        | 7 (0.3)                         | 1٬062 (41.8)                    |
| متوسط أيام هطول الأمطار           | 0.8                             | 0.8                             | 0.3                             | 0.3                             | 1.8                             | 8.6                             | 15.9                            | 18.3                            | 8.6                             | 3.1                             | 1.4                             | 0.6                             | 60.5                            |
| ساعات سطوع الشمس الشهرية          | 288.3                           | 274.4                           | 288.3                           | 306.0                           | 325.5                           | 210.0                           | 105.4                           | 80.6                            | 180.0                           | 269.7                           | 273.0                           | 282.1                           | 2٬883٫3                         |
| المصدر: HKO                       |                                 |                                 |                                 |                                 |                                 |                                 |                                 |                                 |                                 |                                 |                                 |                                 |                                 |